# Frédéric Peyson
Frédéric Peyson (ou Pierre-Frédéric Peyson), né le 29 mars 1807 à Montpellier et mort le 13 janvier 1877 à Montpellier, est un peintre français sourd du XIXe siècle, élève du Auguste Bébian et élève des célèbres peintres : Louis Hersent, Antoine-Jean Gros, Léon Cogniet et Ingres.

## Biographie

### Enfance
Frédéric Peyson est né le 29 mars 1807, à Montpellier, il est l'aîné de cinq enfants de Pierre Peyson et Marguerite Macary. Les quatre enfants après Frédéric sont : sa sœur Augustine née en 1809, puis son petit frère, Pierre Noël Zoé décède la même année de sa naissance en 1812, sa deuxième sœur Rosalie en 1814 et son plus jeune frère Saint-Ange Léon, né en 1821, qui a vécu jusqu'à l’âge de 19 ans. Pierre Peyson, le père de Frédéric Peyson est un négociant qui apporte une grande prospérité et l'économie à sa famille et qui assure l'avenir de Frédéric Peyson. 
À l’âge de deux ans et demi, Frédéric a eu un accident et se coince la tête entre les barreaux de fer d’une fenêtre grillagée. Sa famille tente tout et réussit par le sauver. Par la suite, il est atteint d'une fièvre cérébrale. Il survit, mais son ouïe décline progressivement et Frédéric ne parle plus. Il devient finalement sourd, et a un comportement de surdoué très agité. Frédéric entre à l’Institution des sourds-muets de Paris, le 23 mai 1817. La décision pour le faire scolariser à Paris n'est pas facile à prendre et la séparation est déchirante entre la famille et le jeune Frédéric. Il reste pendant dix ans à l'Institut, puis il étudie au pensionnat privé d'Auguste Bébian.

### Artiste

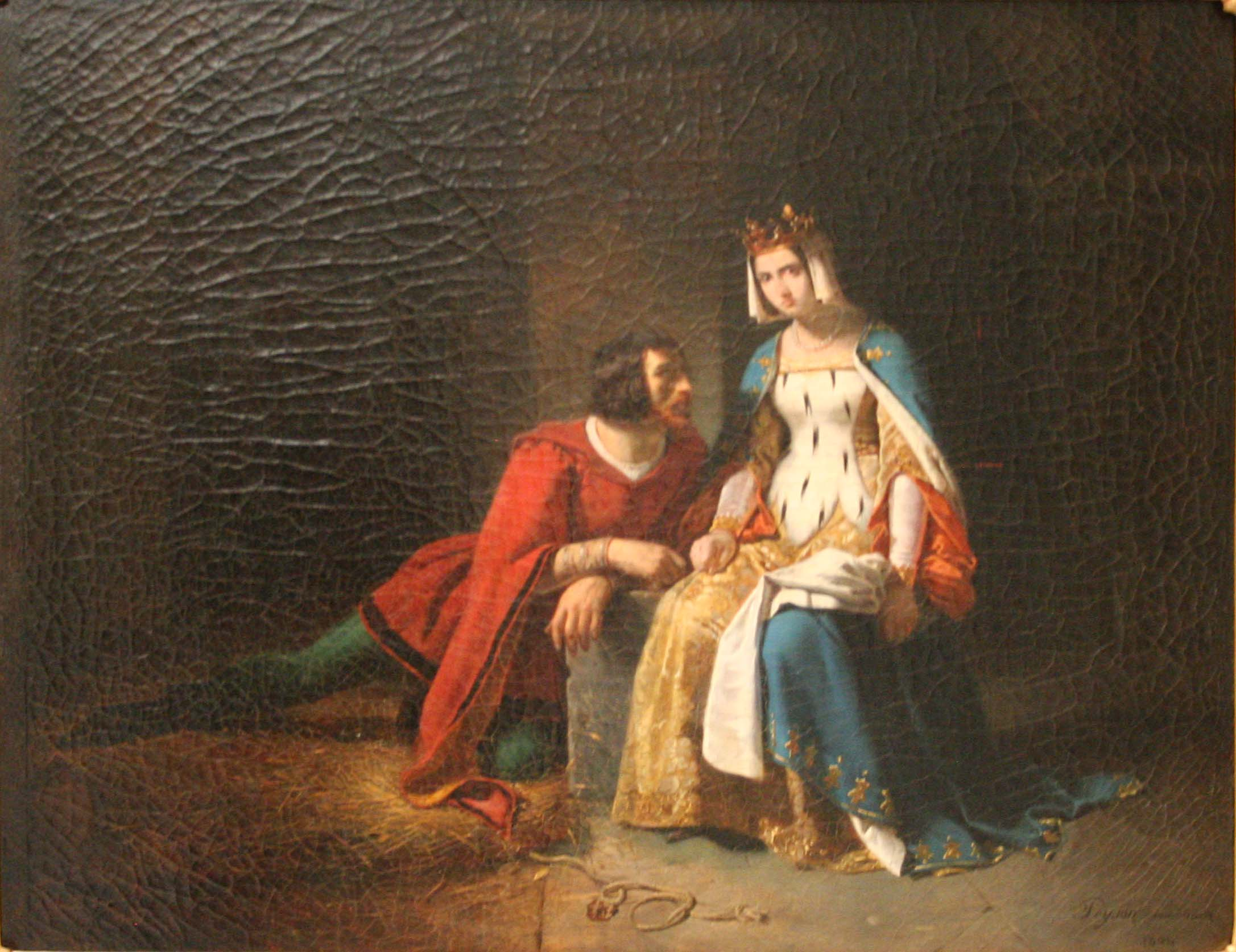
Marguerite de Bourgogne écoutant Buridan, Salon de 1844. Montpellier, Musée Fabre.

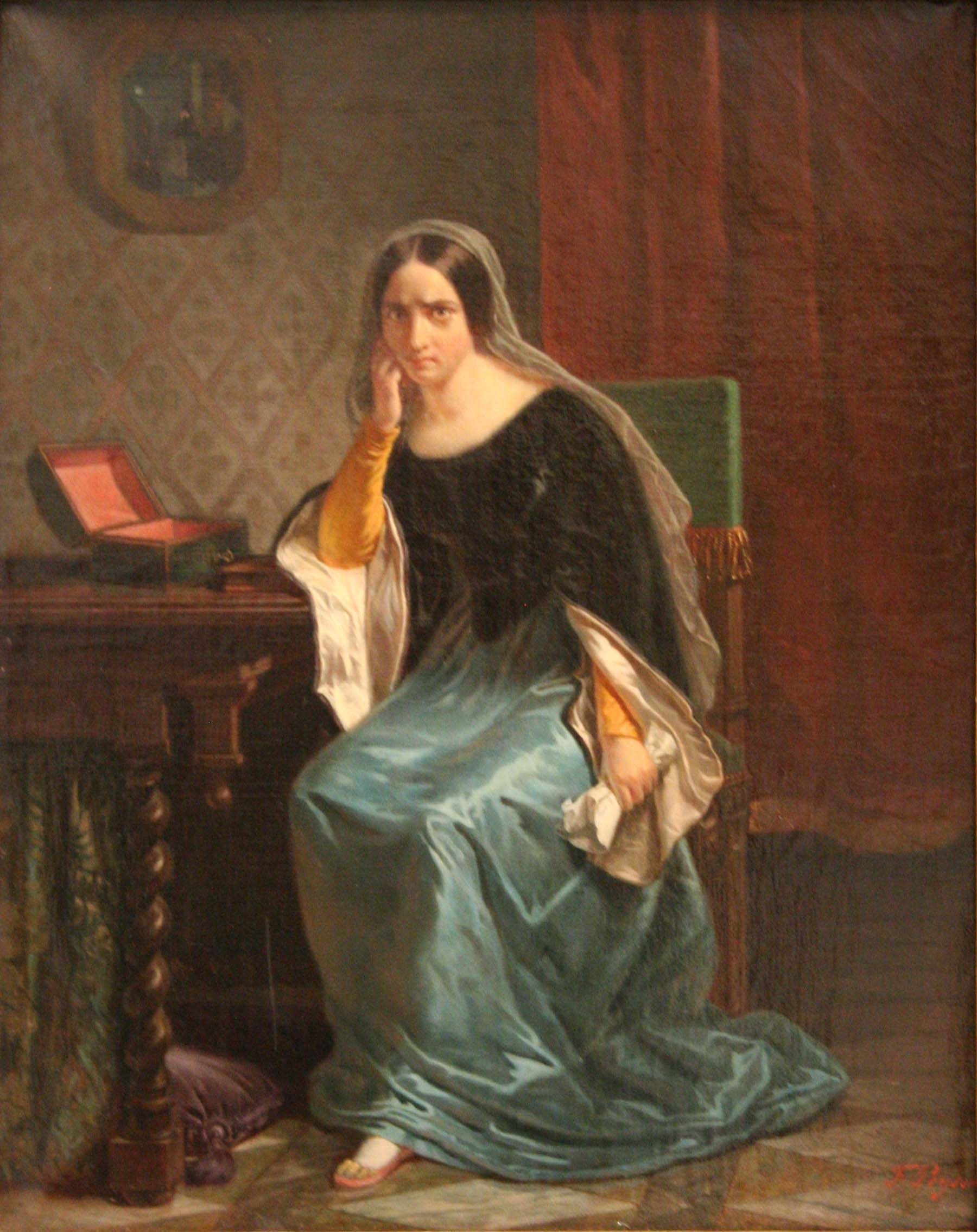
Marguerite de Bourgogne assise,vers 1844. Montpellier, Musée Fabre.

En 1826, Frédéric entre à l'École nationale supérieure des beaux-arts. Ses maîtres en peinture sont : Antoine-Jean Gros, Léon Cogniet et Ingres et Louis Hersent. Louis Hersent fait un éloge au père de Frédéric Peyson : « Si Frédéric était mon fils, je ne lui donnerais que le strict nécessaire pour vivre : il trouverait, dans une vie plus dure, ce stimulant qui fait des élèves bien doués des artistes hors pair et votre fils est l'un de ceux-là ».
Frédéric participe au concours pour le Prix de Rome, dans la catégorie « peinture historique » en 1834, 1835 et 1836. L'artiste est parmi les dix peintres qualifiés pour le Prix de Rome de 1834 et il termine au troisième rang avec le sujet : Homère parcourant, en chantant, les villes de la Grèce. Il a aussi participé au Salon de peinture et de sculpture.
Frédéric perd sa mère en 1847 puis son père l'année suivante. Ceux-ci lui laissent un gros héritage qui lui permet de vivre confortablement. Raison pour laquelle, Frédéric Peyson reste un peintre amateur, sans quête d'enrichissement. Il participe à la création d’institutions, comme l'Institut national de jeunes sourds de Paris, où il a fait ses études, pour que les jeunes, dans le besoin, puissent apprendre la langue des signes. Il s’engage dans le combat de la reconnaissance, de la défense et de la protection de ces personnes handicapées tenues à l’écart de la société.
En 1849, Frédéric expose pour la dernière fois au salon avec son autoportrait.

### Vie privée
Malgré sa résidence principale à Paris, Frédéric se rend à Montpellier, sa ville natale, où sa famille habite toujours. Après la mort de ses parents, il revient régulièrement à Montpellier, en particulier chez sa sœur Rosalie. Il se promène souvent avec sa nièce Marie Boyer, la fille de Rosalie Boyer. À Paris, il a des amis sourds très connus, tels que : Ferdinand Berthier, Alexis Gouin, Bruno Braquehais, Alphonse Lenoir et parmi eux, Frédéric est très proche en amitié avec Claudius Forestier. L'artiste voit souvent ce dernier à Lyon, où ce dernier est le directeur de l'école. Ils partent ensemble en voyage en l'Italie, où ils rencontrent le Pape Pie IX. Frédéric fait de longs voyages.
En 1856, il épouse Marie Catherine Bellange Gellé, veuve d'Alexis Gouin, mère de Laure Mathilde Gouin et belle-mère de Bruno Braquehais,. Son épouse meurt deux ans plus tard,,.

### Fin de vie

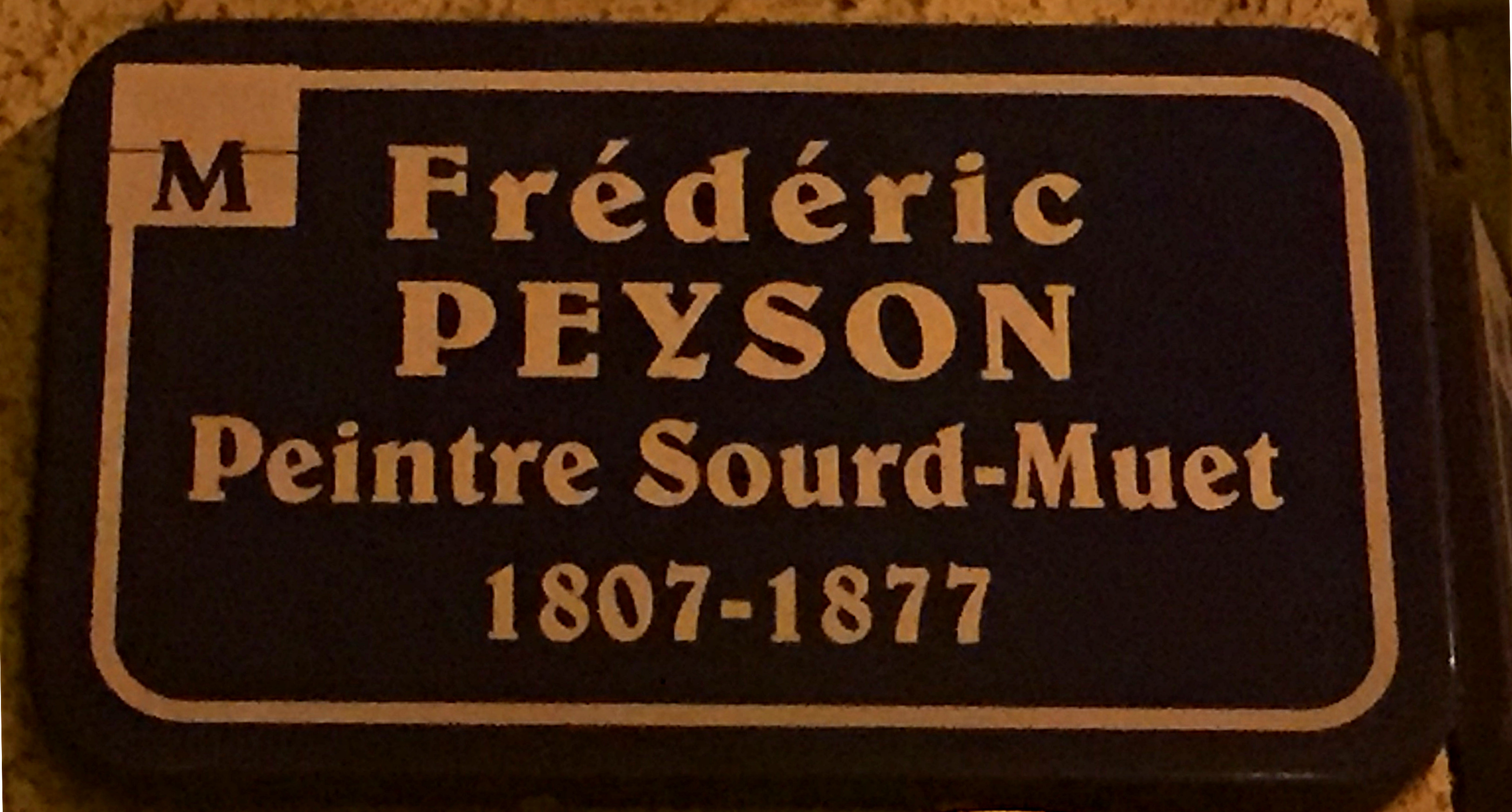
Plaque de la rue à Montpellier

Un jour en pleine rue, la police arrête Frédéric au motif qu'il est un espion prussien. Heureusement, quelques-uns de ses amis ont reconnu l'artiste et le sauvent d'une peine d'incarcération imminente en expliquant qu'il y a une méprise. Depuis cet acte, Frédéric devient dépressif, et il évoque dans une lettre du 2 août 1870, ces pressentiments qui devraient être une cruelle réalité : « Si la France était vaincue, elle pleurerait du sang, car la Prusse nous enlèverait l’Alsace et la Lorraine… ». Sa sœur écrit sur Frédéric : « sa gaieté naturelle l’abandonna complètement, sa forte constitution s’affaiblit graduellement, il devint sérieux, morne, on pourrait presque dire ennuyé de la vie. Bientôt il fit son testament, bien que rien encore ne pût faire présager sa fin prochaine ».
Frédéric Peyson est décédé le 13 janvier 1877 chez sa sœur, Rosalie Boyer, au no 30 du boulevard du Jeu-de-Paume et il est enterré au Cimetière Saint-Lazare (Montpellier). 
Aujourd'hui, il existe une rue à son nom Rue Frédéric Peyson à Montpellier.

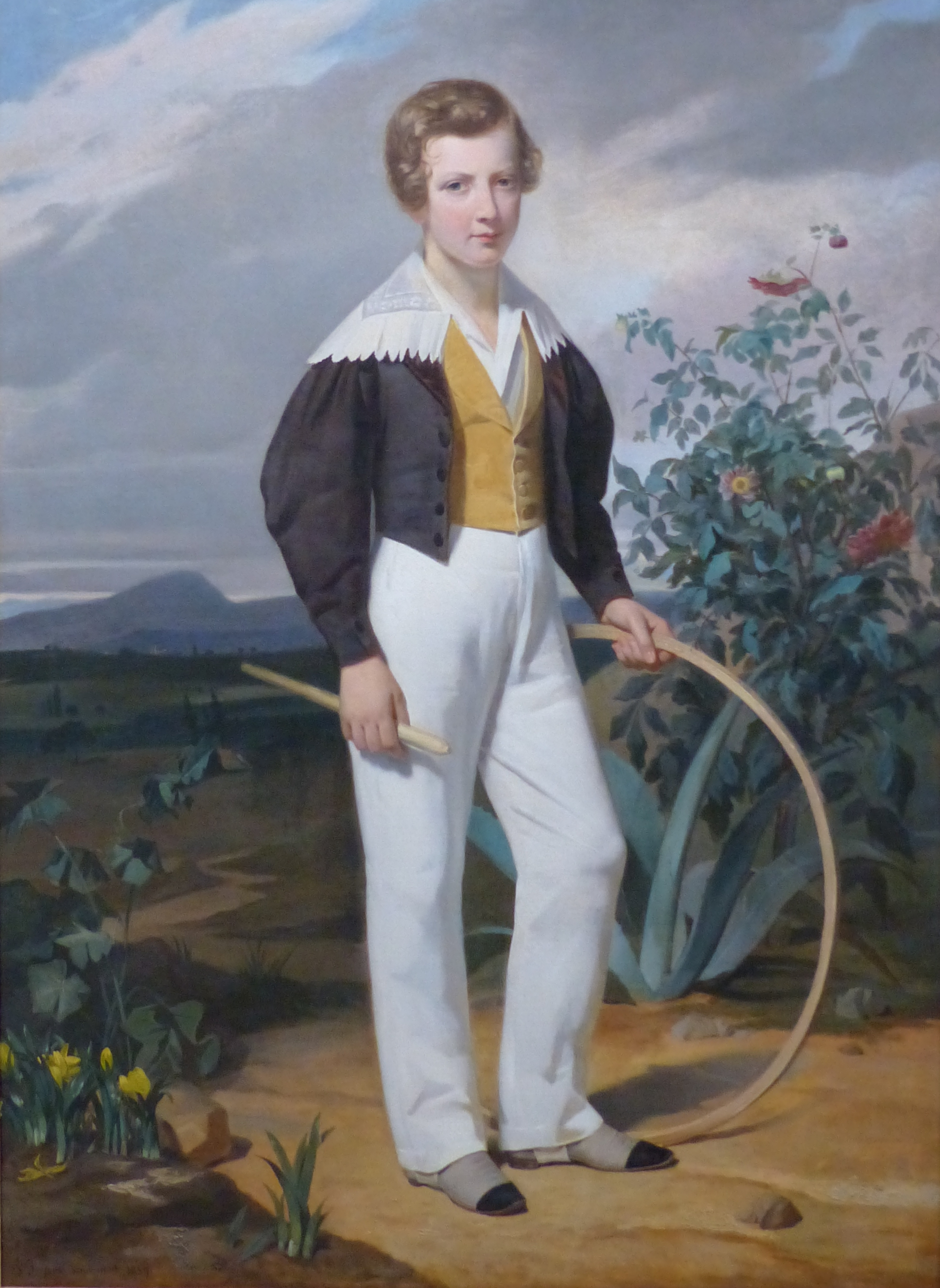
Portrait d'Edmond Rouët au cerceau (1839). Musée Fabre, Montpellier.

## Œuvres
Œuvre datée
- Sainte Marguerite terrassant le dragon, en1838. Montpellier, Musée Fabre ;
- Derniers moments de L'abbé de L'Épée, 1839. Montpellier, Musée Fabre ;
- Portrait d’Edmond Rouët au cerceau, 1839, Montpellier, Musée Fabre ;
- Portrait de Léon Peyson, frère du peintre, 1840. Montpellier, Musée Fabre ;
- Portrait de l’abbé Sicard, 1841 ;
- Famille de bohémiens, 1844. Montpellier, Musée Fabre ;
- Marguerite de Bourgogne assise, vers 1844, Montpellier, Musée Fabre ;
- Marguerite de Bourgogne écoutant Buridan, 1844, Montpellier, Musée Fabre ;
- Autoportrait de Frédéric Peyson en 1849, Montpellier, Musée Fabre.

Œuvre non datée.
- Leçon de l’Abbé de L'Épée à des sourds-muets, Montpellier, Musée Fabre.